# Eufem (fill de Posidó)
D'acord amb la mitologia grega, Eufem (en grec antic Εύφημος), va ser un heroi, fill de Posidó i de la nimfa Europa, filla de Tici. El seu pare li concedí el poder de caminar sobre les aigües.
Participà en l'expedició dels argonautes, i quan anaven a passar per les illes Simplègades, Eufem, des de la nau Argo, va deixar anar el colom que havia de donar a conèixer als navegants la sort que els esperava. A la llacuna Tritònida, a Líbia, Eufem rep del rei Eurípil, (o del déu Tritó), una gleva de terra màgica que presagiava l'anada dels seus descendents a la Cirenaica. De fet, Batos passa per ser descendent seu. Finalment, Eufem va llençar la gleva de terra sagrada al mar i això va fer sorgir l'illa de Tera.
Es va casar amb Laònome, germana d'Hèracles. Amb Màlaca de Lemnos, va engendrar Leucòfanes, avi de Batos.